# Заявка Баку на проведение Летних Олимпийских игр 2016
Баку-2016 — заявка Баку на проведение Летних Олимпийских игр 2016 года, стала первой для Азербайджана номинацие города на проведение Олимпийских игр. Баку был исключён из дальнейшего процесса выборов при оглашении окончательного списка кандидатов 4 июня 2008 года вместе с Дохой и Прагой.
В случае выигрыша заявки проведение игр планировалось с 15 до 31 июля 2016 года, а Паралимпийские игры должны были пройти с 10 по 22 августа.

## Детали заявки
Столица Азербайджана объявила о своих планах подать заявку на участие в Олимпийских играх, при этом по некоторым подсчётам стоимость проведения летних Олимпийских игр 2016 года должна была составить 20 миллиардов долларов. В июле 2007 года председатель НОК Азербайджана Чингиз Гусейнзаде сообщил на пресс-конференции, что над этим вопросом работает группа экономистов. Баку — богатая нефтью столица Азербайджана, расположенная на берегу Каспийского моря. Город несколько пришел в упадок после распада СССР но он переживает масштабное развитие после начала нового нефтяного бума примерно с 2003 года. Как город на перекрестке между Востоком и Западом, Гусейнзаде предположил, что темой игр может стать улучшение связи между Востоком и Западом.
В ноябре 2007 года НОК Азербайджана учредил свой заявочный комитет, назначив его главой первого вице-премьера Ягуба Эюбова. Чтобы обеспечить подготовку заявочной книги, министр спорта Азад Рагимов поручил Caspian American Group подготовить книгу заявок при содействии правительства.

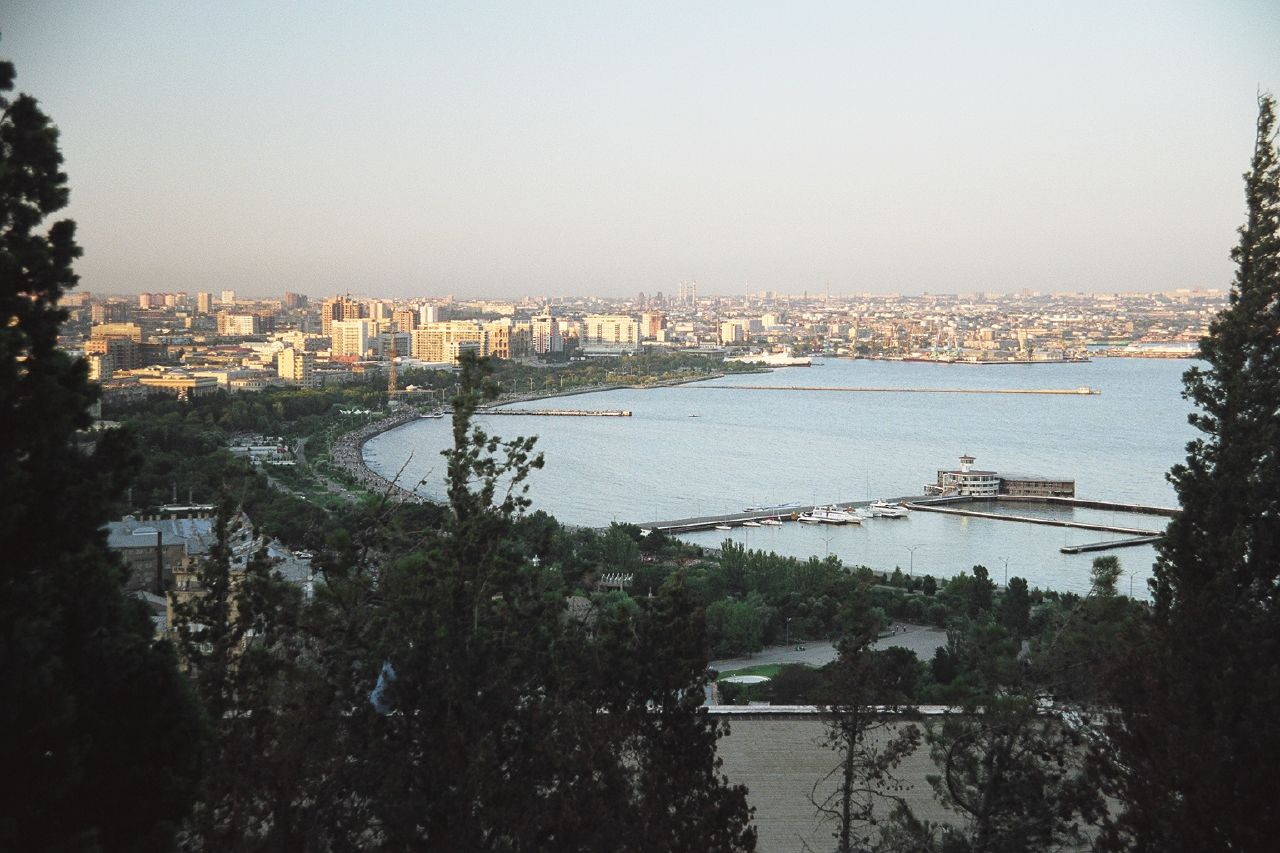
Вид на Бакинскую бухту

На тот момент у Баку был опыт проведения крупных спортивных соревнований. В год номинации в столице Азербайджана проходил чемпионат мира по борьбе 2007 года и 23-го чемпионата Европы по художественной гимнастике в спортивно-концертном комплексе имени Гейдара Алиева.
Заявка получила большую поддержку населения — опрос общественного мнения показал, что 91,9 % населения Азербайджана поддерживали проведение Олимпийских игр. Это был самый высокий рейтинг одобрения среди всех кандидатов, большинство из которых находились в диапазоне 70-80 процентов.
Один из вопросов, который интересует МОК, — это спорт или олимпийское наследие принимающей страны. Поскольку Азербайджан был независимым лишь короткое время, естественно, он имеет короткую олимпийскую историю, отправляя команду только с 1996 года (на летних играх 1992 года в Барселоне Азербайджан входил в состав Объединённой команды) и по состоянию на 2008 год у него было только три золотых медалиста. Между тем, его протяженная граница с Ираном могла вызвать опасения по поводу угрозы безопасности. Однако сам Иран выразил поддержку заявке Баку на Олимпиаду. Кроме того, Закавказье — это регион с нестабильной политической обстановкой (Нагорный Карабах, Абхазия и Южная Осетия), которые, возможно, негативно повлияли на поддержку проведения игр в регионе.

### Финансирование
В качестве нефти как символа богатства страны[это про что?], Азербайджан имеет достаточно денег, чтобы финансировать игры. Страна производит 730 тысяч баррелей нефти в сутки, за которую Баку заплатил бы. Один из членов заявочной группы сказал: «Нефтяные деньги, которые поступят в экономику Азербайджана в ближайшие 20 лет, составят 200 миллиардов долларов». При полной поддержке государства и финансовых гарантиях доход оценивается в 930 млн долларов США.
Бюджет на этапе подачи заявок и выдвижения кандидатов составлял 27,8 млн долларов США, что являлось сравнительно низким по сравнению с другими кандидатами, которые в основном находились в диапазоне 40 млн долларов США.

### Инфраструктура
Несмотря на богатство архитектуры, инфраструктура города пришла в упадок после распада СССР. На момент заявки многие прибрежные эспланады в центре Баку были вытеснены разросшимися доками, грузовыми контейнерами и погрузочными кранами. Планировалось перенести портовые операции в другую часть Азербайджана, также было необходимо расширить городской аэропорт и построить более 60 гостиниц в Баку и его пригородах. На тот момент Баку имел 23 тысячи гостиничных номеров, а для проведения Игр и размещения болельщиков нужно было 81 тысячи новых номеров. Эта цель считалась довольно амбициозной и неосуществимой. Азербайджанцы планировали разместить еще как минимум три станции метро: одну в аэропорту и две в Олимпийской деревне и Олимпийском стадионе, которые будут расположены на окраине города.

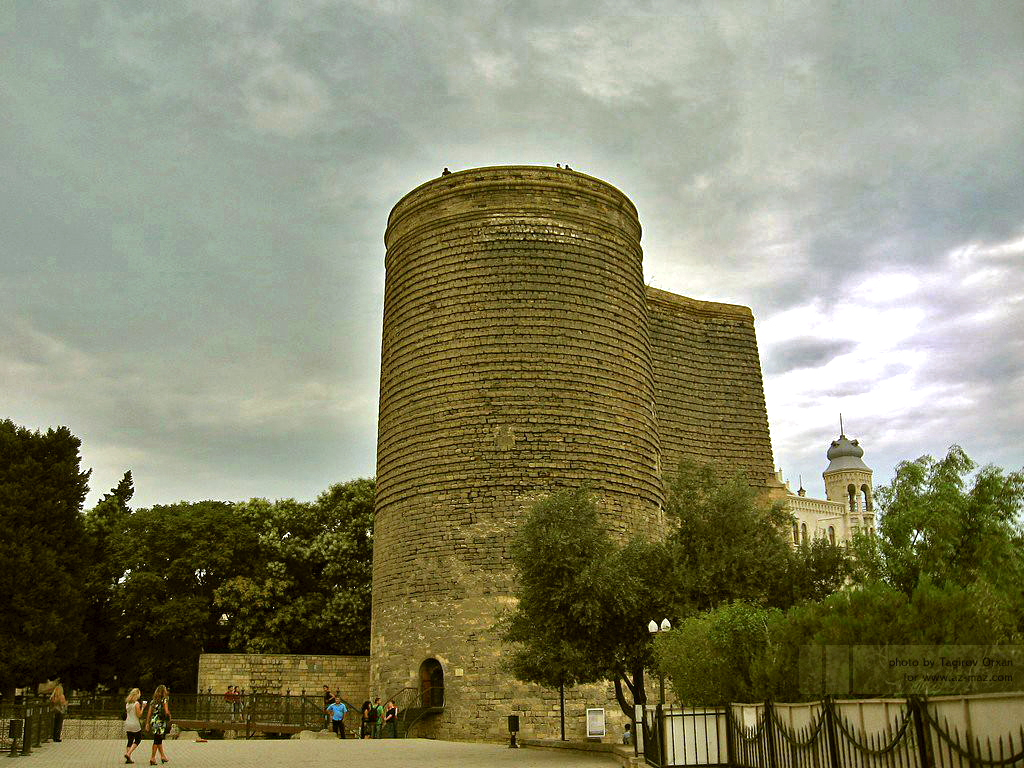
Девичья башня — один из символов Баку

### Объекты
По состоянию на 2007 год самым известным спортивным объектом в городе был Спортивно-концертный комплекс имени Гейдара Алиева. Баку сообщил о планах строительства 15 новых и 8 временных сооружений в четырех кластерах, включая Олимпийский стадион стоимостью 254 миллиона долларов США. План довольно компактный, в большинстве заведений менее 10 км от Олимпийской деревни. Планировалось, что Олимпийская деревня будет жилым комплексом с низкой плотностью застройки на набережной, который заменит многие из многочисленных складов и доков. Финансируемый совместно с частными и государственными фондами, впоследствии он должен был быть продан и использован как жилой комплекс.
Олимпийский парк был спроектирован под историческое месторождение нефти Биби-Эйбат. Это место, где была пробурена первая в мире нефтяная скважина. Преобразование задумано как часть общего процесса ренатурализации региона.

### Логотип
Баку представил свой логотип в декабре 2007 года. На логотипе представлены петроглифы объекта всемирного наследия ЮНЕСКО Гобустанского заповедника, на котором изображены остатки поселений и захоронений, отражающие древнюю человеческую культуру.

## Перспективы, заключение и будущее
Несмотря на быстро развивающуюся экономику и богатство Баку нефтью, его кандидатура считалась маловероятной. Опасения были связаны с инфраструктурой, бюджетом игр (который может легко увеличиваться) и близостью Баку к европейскому городу Сочи, который принимал Зимние Игры 2014 года. Хотя Баку является азиатским городом, он может быть слишком близко к Сочи, поскольку МОК старается проводить Игры в разных частях света. Среди других моментов — практически полное отсутствие спортивных сооружений, отвечающих мировым стандартам, неразвитость туристического сектора и конфликт в Нагорном Карабахе.
Команда тендеров признала, что шансы победы бакинской заявки на проведение Игр 2016 года были небольшими, но, как и заявка Праги, это дало им большой опыт для будущих заявок, а также сильную рекламу для небольшой страны.
После снятия по решению МОК заявки Баку объявил о своей заинтересованности в подаче заявки на проведение летних Олимпийских игр 2020 и 2024 годов с возможностью дальнейшей подачи заявки на проведение летних юношеских Олимпийских играх 2014 года, которые позднее были проведены Нанкине. Город подал заявку на участие в летних Олимпийских играх 2020 года, но не вошёл в список городов-финалистов.